# 누오로도
누오로도(이탈리아어: Provincia di Nuoro)은 이탈리아 사르데냐주의 도이다. 도청 소재지는 누오로이다. 면적은 3,934 km2, 인구는 161,444(2009)이다. 2016년 2월 4일을 기해 올리아스트라도가 누오로도에 편입되었다.